# 篠原久典
篠原 久典（しのはら ひさのり、1953年10月11日 - ）は、日本の化学者。フラーレン・カーボンナノチューブなどの新奇ナノカーボン物質の創製、評価と応用を主な研究テーマとする。学位は。理学博士（京都大学・1983年）。名古屋大学高等研究院教授。

## 現職
- 名古屋大学大学院理学研究科　研究科長
- 名古屋大学大学院理学研究科物質理学専攻　教授
- 名古屋大学高等研究院　教授
- 東北大学WPI(原子分子材料科学高等研究機構) 連携教授
- Shanghai University（上海大学）物理学科 客員教授

## 略歴
- 1977年　信州大学理学部化学科卒業
- 1979年　京都大学大学院理学研究科化学専攻博士前期課程修了
- 1979年　京都大学大学院理学研究科化学専攻博士後期課程中退
- 1983年　理学博士（京都大学）
- 1979年-1988年　岡崎国立共同研究機構分子科学研究所助手
- 1988年-1993年　三重大学工学部分子素材工学科助教授
- 1993年-1995年　名古屋大学大学院理学部化学科教授
- 1993年-1994年　東北大学金属材料研究所併任教授
- 1995年-現在　名古屋大学大学院理学研究科物質理学専攻教授
- 1998年-2000年　東京大学大学院工学研究科応用化学専攻併任教授
- 2002年-2004年　Peking University（北京大学）化学・分子工学科併任教授
- 2003年-現在　 名古屋大学高等研究院教授
- 2005年-2009年　Xian Jiaotong University（西安交通大学）化学科併任教授
- 2006年-2006年　大阪大学大学院工学研究科応用化学専攻客員教授
- 2008年-2010年　東北大学WPI（原子分子材料科学高等研究機構）連携教授
- 2009年-2012年　Shanghai University（上海大学）物理学科客員教授
- 2016年-2018年　名古屋大学高等研究院院長

## 研究分野
物理化学、ナノ構造科学

## 主な所属学会
- フラーレン･ナノチューブ・グラフェン学会（FNTGRS）（会長 2003年-2011年）
- 日本物理学会
- 日本質量分析学会
- 日本化学会
- アメリカ物質科学学会 (MRS)
- アメリカ科学振興協会（AAAS）
- アメリカ電気化学会（ECS）（Fullerenes and Carbon Nanotubes Session常任組織委員　1992年-現在）

## 主な受賞歴
- 1991年 日本質量分析学会奨励賞
- 1994年 日本金属学会金属組織写真奨励賞
- 1996年 日本IBM科学賞
- 2002年 中国科学院分子科学レクチャーシップ
- 2006年 石川カーボン賞
- 2010年 日本化学会賞
- 2011年 中日文化賞

## 叙位・叙勲
- 2016年 紫綬褒章[1]